# Martin Garzes

Martin Garzes

Großmeisterwappen von Martin Garzes

Martin Garzes, auch Martinus Garzesius, Martin Garces, Martín Garzés (* 1526 in Aragon; † 7. Februar 1601), war vom 8. Mai 1595 bis zu seinem Tod der 53. Großmeister des Malteserordens.
Vor der Wahl war er Ordensritter innerhalb der Zunge von Aragón und dort ab 1577 Kastellan von Amposta.
Am 8. Mai 1595 wurde er zum Nachfolger des gestorbenen Großmeisters Hugues Loubenx de Verdale gewählt. Zum Zeitpunkt seiner Wahl war er bereits 70 Jahre alt. Er galt als mild und unparteiisch und so gelang es ihm die unter seinem Vorgänger eskalierten jahrelangen Streitigkeiten innerhalb des Ordens sowie gegenüber dem Heiligen Stuhl, der Inquisition und dem Haus Habsburg friedlich zu beenden.
Er führte einige Reformen durch, so erlaubte er, dass die deutsche Zunge des Ordens, junge Schweizer (vgl. Reisläufer) aus angesehenen, aber nicht-adeligen Familien als Ordensritter aufnahm. Anstatt der Adelsprobe wurde ihnen nur die Anforderung gestellt, dass sie ehelich gezeugt und katholisch erzogen waren, sowie dass ihre Väter Offiziersstellen im Kriegsdienst bekleidet hatten.
Als 1597 die Türken nach Ungarn einfielen (siehe Langer Türkenkrieg), änderte er die Ordensregeln insoweit, dass den Ordensrittern aus den Kommenden des europäischen Festlandes nun erlaubt wurde, den obligatorischen Kriegsdienst auf Malta und in der Ordensflotte stattdessen in Ungarn im Kampf gegen die Türken abzuleisten. Die Kaperfahrten der Ordensflotte schränkte er hingegen ein.
Er ließ die Befestigungsanlagen auf Malta und Gozo erheblich ausbauen, den von ihm angewiesenen und bezahlten Bau (1605) des Garzes-Turms auf Gozo erlebte er nicht mehr.